# Adolf Wild von Hohenborn
Adolf Heinrich Wild von Hohenborn (Kassel, 8 luglio 1860 – Malsburg-Hohenborn, 25 ottobre 1925) è stato un generale tedesco, che durante la prima guerra mondiale ricoprì gli incarichi di Ministro della Guerra del Regno di Prussia, e di comandante del XVI Corpo d'armata. Al termine del conflitto fu promosso al grado di General der Infanterie.

## Biografia
Nacque a Kassel l'8 luglio 1860, figlio di un medico condotto (Obermedizinalassessors). Entrato adolescente all'Università di Kassel divenne amico del Principe ereditario, il futuro imperatore Guglielmo II. Il 25 settembre 1878 si arruolò come fahnenjunker nell'83º Reggimento fanteria ("Kurhessisches"), venendo promosso sottotenente il 14 febbraio 1880. Circa un anno dopo fu trasferito al 130º Reggimento fanteria ("Lothringisches"), e a partire dal 1 aprile 1884 assunse l'incarico di Aiutante presso il II Battaglione del reggimento. A partire dal 1 maggio 1885, e per due anni, lasciò il servizio attivo, per accompagnare all'Università di Kassel, dove frequentava le lezioni, Christian zu Stolberg-Wernigerode, figlio maggiore del Vicecancelliere prussiano Otto zu Stolberg-Wernigerode. Alla ripresa del servizio fu trasferito al 3º Battaglione cacciatori brandenburghesi di stanza a Lübben.,
L'8 febbraio 1888 ottenne dall'imperatore Guglielmo II il predicato "von", il 17 aprile dello stesso anno fu promosso tenente, il 15 agosto 1893 hauptmann, e il 13 settembre 1899 major. Nel corso del 1899 divenne aiutante di campo del Principe Eitel Friedrich, e il 3 gennaio 1900 ottenne il titolo di “Wild von Hohenborn“ che certificava la sua appartenenza alla nobiltà ereditaria prussiana. Nel corso dello stesso anno fu assegnato allo Stato maggiore della 1ª Divisione della Guardia di stanza a Berlino. Il 4 ottobre 1906 fu promosso oberstleutnant assegnato al XIII Corpo d'armata ("Königlich Württembergisches") di stanza a Stoccarda. Il 20 febbraio 1909 assunse il comando del 2º Battaglione del 110º Reggimento granatieri "Kaiser Wilhelm I" di stanza a Mannheim. 
Il 24 marzo 1909 fu promosso oberst, e il 3 ottobre 1910 assunse il comando del 3º Reggimento Granatieri della Guardia "Königin Elisabeth" di stanza a Charlottenburg. Il 6 aprile 1912 divenne comandante della 3ª Brigata di fanteria della guardia, e il 4 giugno dello stesso anno fu promosso generalmajor. Il 2 luglio 1913 divenne Capo Dipartimento presso il Ministero della guerra prussiano.

### Prima guerra mondiale
All'atto della mobilitazione generale del 2 agosto 1914 fu nominato Viceministro della guerra. Lasciò tale incarico già alla fine del mese passò al comando della 30ª Divisione operante nel settore dell'Aisne.
Il 3 novembre fu nominato Capo di stato maggiore dell'8. Armee, mantenendo questo incarico per breve tempo, sette giorni, passando poi al Generalstabs, dove il 27 novembre assunse l'incarico di Quartiermastro generale ("Generalquartermeister").
Il 20 gennaio 1915 fu elevato al rango di generalleutnant e il giorno successivo assunse l'incarico di Ministro della guerra del Regno di Prussia. Tale incarico gli fu assegnato per alleviare le fatiche del generale Erich von Falkenhayn, che ricopriva contemporaneamente gli incarichi di Ministro della guerra e Capo di stato maggiore generale. Rimase quasi sempre presso la sede del Gran Quartier Generale (Großen Hauptquartier), mentre il suo vice, Franz Gustav von Wandel, coordinava l'attività da Berlino.
Il 2 agosto 1915 fu decorato con l'Ordine Pour le Mérite.
Fu sempre molto critico per quanto riguardava i piani elaborati dal generale Paul von Hindenburg, in particolare per quello riguardante il programma di lavoro forzato ("Arbeitspflichtprogramm") che doveva fortemente incrementare la produzione bellica tedesca, e inoltre mantenne una posizione ambigua per quanto riguarda il  Censimento degli ebrei mobilitati (Judenzählung), dal lui emesso l'11 ottobre 1916, fortemente antisemita, che poteva essere demotivante per i combattenti tedeschi di origine ebrea impegnati al fronte. Tale editto non ebbe attuazione in quanto aspramente contrastato da Hindenburg dall'OHL, che chiese, ed ottenne dell'Imperatore, la sua destituzione dall'incarico. Fu rimpiazzato dal generale dell'artiglieria Hermann von Stein il 29 ottobre 1916.
Nominato Comandante del XVI Corpo d'armata impegnato nel settore delle Argonne, ricoprì tale incarico fino al termine della guerra. Dopo l'armistizio riportò le sue truppe in Germania, lasciando il servizio attivo il 3 aprile 1919, e venendo promosso al grado di general der infanterie il 3 novembre dello stesso anno. Ritiratosi definitivamente a vita privata si spense a Malsburg-Hohenborn il 25 ottobre 1925.

### Annotazioni
1. ↑  In lingua tedesca Hessische Infanterie-Regiment Nr. 83.
2. ↑  Brandenburgische Jäger-Bataillon Nr. 3.

### Fonti
1. 1 2 3 4  Wallmüller 1903, pp. 239-240.
2. 1 2 3  Hildebrand, Zweng 2011, pp. 536-538.
3. 1 2  Tucker 2014, p. 758.
4. 1 2  Crim 2014, p. 29.
5. 1 2  Tucker 2014, p. 759.
6. 1 2 3 4 5 6 7 8 9 10 11 12 13 14 15 16 17 18 19  Kriegsministerium 1914, p. 9.
7. ↑  Der Königlich Sächsische Militär-St.-Orden 1736–1918, Ein Ehrenblatt der Sächsischen Armee 1937, p. 704.